# Île-de-Batz
Enez-Vaz (bretão) ou Île-de-Batz (francês, única língua oficial) é uma comuna francesa na região administrativa da Bretanha, no departamento Finisterra. Estende-se por uma área de 3,04 km². Em 2010 a comuna tinha 468 habitantes (densidade: 153,9 hab./km²).